# Never Ending Tour
Never Ending Tour é o nome popular de uma série de shows intermediários de Bob Dylan realizados desde 7 de junho de 1988.
Durante o decorrer da turnê, os músicos vêm e vão e a banda continuou a evoluir. Dylan e sua banda já acumularam uma enorme quantidade de fãs. Alguns dos quais têm viajado ao redor do mundo para assistir o músico, muitos mostram ser possível.
De acordo com a contagem mantido pelo website sobre Dylan, Still On The Road, ele tocou seu 2000º show da turnê Never Ending em 16 de outubro de 2007, em Dayton, Ohio. Dylan atribuiu grande parte da a versatilidade de seus shows ao vivo para o talento de sua banda de apoio, com quem gravou os álbuns Love and Theft (2001), Modern Times (2006), Together Through Life (2009), Christmas in the Heart (2009), e Tempest (2012).